# 天溷四
天溷四，也稱為鯨魚座φ1（鯨魚座17和HD 4188），是位於鯨魚座的一顆恆星。它是一顆視星等 +4.78等的K型巨星，距離太陽大約71.63秒差距（233.6光年）。它曾被懷疑是一顆變星；並被認為光度在4.75和4.78之間變動。